# Котюков, Иван Иванович
Иван Иванович Котюков (7 (19) ноября 1889, Тула — 28 апреля 1937, Новосибирск) — химик, специалист по физической химии, профессор на кафедре физической химии Томского государственного университета; читал курсы по теории органической химии, оптическим свойствам органических веществ, химической термодинамики и аналитической химии.

## Биография
Иван Котюков родился 7 (19) ноября 1889 года в Туле, в семье торговца, владевшего пряничной мастерской; его мать была неграмотной, а всего в семье было пять детей. Старшие сыновья имели склонность к алкоголизму и отец активно занимался воспитанием младшего — который «с 3 лет морозил чернила с квасом и смотрел, что получится, а также надоедал всем разными вопросами» — полагая, что он сможет продолжить его дело.
Окончив в 1906 году реальное училище в Туле и сдав экзамен по латинскому языку, Иван Котюков-младший в 1907 году — вопреки воле отца и без материальной поддержки со стороны семьи — поступил на отделение чистой химии, относившееся к физико-математическому факультету Санкт-Петербургского университета. В 1909 году он перевелся в Императорский Московский университет, который окончил по специальности техническая химия, получив в 1912 году диплом первой степени. За своё выпускное сочинение на тему «Химия целлюлозы и ее производных» получил золотую медаль. Среди преподавателей Котюкова был профессор Иван Каблуков.
После получения высшего образования Котюков был оставлен при кафедре технической химии — для приготовления к званию профессора. В этот период, под руководством профессора Александра Настюкова, Котюков выполнил ряд экспериментальных исследований по химии дизоксинов. Одновременно он ассистировал на лекция и руководил практическими занятиями студентов. Во время Первой мировой войны, в 1916 году, работал в столичной комиссии по заготовке взрывчатых веществ: в лаборатории академика Алексея Фаворского Котюков изучал свойства дифенилмочевины. Затем он стал техническим контролёром и работал на заводах взрывчатых веществ Франко-русского общества, располагавшихся в Штеровке. Некоторое время он также провел и на фронте — как начальник противогазного отряда Русской императорской армии.
В годы Гражданской войны Иван Котюков являлся химиком при складах взрывчатых веществ 2-й Красной Армии. В 1918 году он стал преподавателем при кафедре коллоидной химии Воронежского сельскохозяйственного института, которую в тот период возглавлял профессор Антон Думанский. Котюков занимался исследованиями мезомерного эффекта в органических соединениях. После прочтении пробной лекции «История теорий органической химии», в 1920 году он получил звание доцента. Читал курсы по теории органической химии, оптическим свойствам органических веществ, аналитической химии и химической термодинамике. Одновременно, по совместительству, преподавал органическую химию и термодинамику на физико-математическом факультете Воронежского университета.
В период с 1920 по 1922 год Котюков являлся ректором Воронежского института народного образования. С 1924 года он состоял профессором и заведующим кафедрой физической химии Томского технологического института (ТТИ), где читал лекции по физической и неорганической химии. С 1926 года, по совместительству, преподавал на химическом отделении физико-математического факультета Томского государственного университета; с 1 ноября он также заведовал лабораторией физической химии. С 1 сентября 1932 по 1 июня 1934 года являлся профессором и заведующим кафедрой физической химии: читал курсы по физической и коллоидной химии, по термодинамики химических процессов и спецкурс.
Котюков провёл ряд экспериментальных исследований по выяснению влияния циклизации и ненасыщенности на оптическую активность органических веществ. В 1934—1935 годах он заведовал спецлабораторией, связанной с военно-химическим управлением РККА. В начале 1930-х годах против Котюкова был опубликован ряд газетных статей и состоялось несколько выступлений на собраниях: так в газете «Красное знамя» в сентябре 1930 года была напечатана статья, обвинявшая его в идеализме и игнорировании марксистского учения о законах диалектики. Аналогичные обвинения продолжились и в последующие годы: в 1935 году положение дел на его кафедре стало предметом разбирательства в руководстве института.
В период Большого террора, в сентябре 1936 года, Котюков был арестован и объявлен «врагом народа»: 8 апреля 1937 на закрытом заседании выездной сессии военной коллегии Верховного Суда СССР он был приговорен к расстрелу. Решением Военной коллегии Верховного Суда СССР от 11 октября 1957 года приговор был отменен, а само дело было прекращено за отсутствием состава преступления.

## Работы
- Химия целлюлозы и ее производных (1912)
- Новое исследование фенилдезоксина глюкозы / А. М. Настюков и И. И. Котюков // Журнал Русского физико-химического общества. Часть хим. Отд. первый. — 1912. — Т. 44, вып. 5. — С. 1152—1163.
- Котюков Иван Иванович. Теория мезостроения органических соединений // Известия Томского политехнического университета. — 1928. — Т. 48, вып. 1—5. — ISSN 2500-1019.
- Котюков Иван Иванович. Индекс оптически-активных веществ // Известия Томского политехнического университета. — 1928. — Т. 49, вып. 1—4. — ISSN 2500-1019.
- Физическая химия. 1-е изд. Томск, 1930;
  - Физическая химия. 2-е изд: В 2 т. Томск, 1933.

## Семья
Иван Котюков был женат на Вере Ефимовне (урождённая — Сафонова), являвшейся слушательницей Высших женских курсов; в семье было две дочери — Елена и Мария. Однако семейная жизнь не сложилась, и вскоре пара рассталась.

## Архивные источники
- Государственный архив Томской области (ГАТО). Ф. Р-815. Оп. 1. 249;
- ГАТО. Ф. Р-815. Оп. 12. Д. 140;
- ГАТО. Ф. Р-815. Оп. 12. Д. 1758;
- Архив ТПУ. Личное дело И. И. Котюкова.